# 西达姆25自行防空炮
西达姆25是一种由意大利以美国M113装甲输送车研制而来的自行防空系统。由于西达姆把产量巨大的M113当做了底盘，所以零部件等的造价都相当低廉宜。此型装备于1987年开始制造，奥托梅莱拉为了容下歐瑞康KBA机炮而设计了一个大型炮塔，并略微改造了M113的车体，通过增加一个侧门来提供车辆内部空间的侧面通道。

## 主炮
歐瑞康KBA機炮的有效范围约为2,500米（8,200英尺），并可以在这个范围内精确杀伤低空飞行物。这门炮的射速是每分钟2,440发，每门炮装有150发HEI-T。炮塔内备用弹匣还装有40发APDS，可用于对付敌方轻型载具。炮塔可以360°旋转，并且有87°到-5°的俯仰角。同时车体与炮塔设置有射击孔以备成员使用，除了機砲以外還有部分加裝四聯裝西北風便攜式防空飛彈。

## 火控与观瞄
西达姆25并不具备雷达，只能使用光电火控和激光测距仪来与目标交战，所以在恶劣天气条件下的瞄准能力较差。

## 动力
西达姆25由一台6缸底特律生产的6V-53发动机提供动力，马力为215 hp（160 kW），速度最快可达68 km/h（42 mph），并能通过0.6米（2.0英尺）的高的阻碍。

## 用户
- 義大利